# Eschwiller
Eschwiller é uma comuna francesa na região administrativa de Grande Leste, no departamento Baixo Reno. Estende-se por uma área de 3,47 km². Em 2010 a comuna tinha 183 habitantes (densidade: 52,7 hab./km²).